# Чемпіонат СРСР із шахів
Чемпіонат СРСР із шахів проводився з 1920 по 1991 роки. Турнір 1920 року проводився як Всеросійська шахова олімпіада, але пізніше був визнаний першим чемпіонатом СРСР з шахів. Двічі переможець змагань визначався шляхом додаткового матчу, а 1941 року проведено матч-турнір на звання абсолютного чемпіона СРСР із шахів, в якому перемогу здобув Михайло Ботвинник.

## Таблиця переможців
| №  | Рік           | Місце проведення | Переможець                          | Примітка        |
| -- | ------------- | ---------------- | ----------------------------------- | --------------- |
| 1  | 1920          | Москва           | Олександр Алехін                    |                 |
| 2  | 1923          | Петроград        | Петро Романовський                  |                 |
| 3  | 1924          | Москва           | Юхим Боголюбов                      |                 |
| 4  | 1925          | Ленінград        | Юхим Боголюбов                      | 2-й раз         |
| 5  | 1927          | Москва           | Федір Богатирчук Петро Романовський | 2-й раз         |
| 6  | 1929          | Одеса            | Борис Верлинський                   |                 |
| 7  | 1931          | Москва           | Михайло Ботвинник                   |                 |
| 8  | 1933          | Ленінград        | Михайло Ботвинник                   | 2-й раз         |
| 9  | 1934/1935     | Ленінград        | Григорій Левенфіш Ілля Рабінович    |                 |
| 10 | 1937          | Тбілісі          | Григорій Левенфіш                   | 2-й раз         |
| 11 | 1939          | Ленінград        | Михайло Ботвинник                   | 3-й раз         |
| 12 | 1940          | Москва           | Андре Лілієнталь Ігор Бондаревський |                 |
| 13 | 1944          | Москва           | Михайло Ботвинник                   | 4-й раз         |
| 14 | 1945          | Москва           | Михайло Ботвинник                   | 5-й раз         |
| 15 | 1947          | Ленінград        | Пауль Керес                         |                 |
| 16 | 1948          | Москва           | Давид Бронштейн Олександр Котов     |                 |
| 17 | 1949          | Москва           | Василь Смислов Давид Бронштейн      | 2-й раз         |
| 18 | 1950          | Москва           | Пауль Керес                         | 2-й раз         |
| 19 | 1951          | Москва           | Пауль Керес                         | 3-й раз         |
| 20 | 1952          | Москва           | Михайло Ботвинник                   | 6-й раз         |
| 21 | 1954          | Київ             | Юрій Авербах                        |                 |
| 22 | 1955          | Москва           | Юхим Геллер                         |                 |
| 23 | 1956          | Ленінград        | Марк Тайманов                       |                 |
| 24 | 1957          | Москва           | Михайло Таль                        |                 |
| 25 | 1958          | Рига             | Михайло Таль                        | 2-й раз         |
| 26 | 1959          | Тбілісі          | Тигран Петросян                     |                 |
| 27 | 1960          | Ленінград        | Віктор Корчной                      |                 |
| 28 | січень 1961   | Москва           | Тигран Петросян                     | 2-й раз         |
| 29 | листопад 1961 | Баку             | Борис Спаський                      |                 |
| 30 | 1962          | Єреван           | Віктор Корчной                      | 2-й раз         |
| 31 | 1963          | Ленінград        | Леонід Штейн                        |                 |
| 32 | 1964/1965     | Київ             | Віктор Корчной                      | 3-й раз         |
| 33 | 1965          | Таллінн          | Леонід Штейн                        | 2-й раз         |
| 34 | 1966/1967     | Тбілісі          | Леонід Штейн                        | 3-й раз         |
| 35 | 1967          | Харків           | Лев Полугаєвський Михайло Таль      | 3-й раз         |
| 36 | 1968/1969     | Алма-Ата         | Лев Полугаєвський                   | 2-й раз         |
| 37 | 1969          | Москва           | Тигран Петросян                     | 3-й раз         |
| 38 | 1970          | Рига             | Віктор Корчной                      | 4-й раз         |
| 39 | 1971          | Ленінград        | Володимир Савон                     |                 |
| 40 | 1972          | Баку             | Михайло Таль                        | 4-й раз         |
| 41 | 1973          | Москва           | Борис Спаський                      | 2-й раз         |
| 42 | 1974          | Ленінград        | Олександр Бєлявський Михайло Таль   | 5-й раз         |
| 43 | 1975          | Єреван           | Тигран Петросян                     | 4-й раз         |
| 44 | 1976          | Москва           | Анатолій Карпов                     |                 |
| 45 | 1977          | Ленінград        | Борис Гулько Йосип Дорфман          |                 |
| 46 | 1978          | Тбілісі          | Віталій Цешковський Михайло Таль    | 6-й раз         |
| 47 | 1979          | Мінськ           | Юхим Геллер                         | 2-й раз         |
| 48 | 1980/1981     | Вільнюс          | Лев Псахіс Олександр Бєлявський     | 2-й раз         |
| 49 | 1981          | Фрунзе           | Гаррі Каспаров Лев Псахіс           | 2-й раз         |
| 50 | 1983          | Москва           | Анатолій Карпов                     | 2-й раз         |
| 51 | 1984          | Львів            | Андрій Соколов                      |                 |
| 52 | 1985          | Рига             | Михайло Гуревич                     |                 |
| 53 | 1986          | Київ             | Віталій Цешковський                 | 2-й раз         |
| 54 | 1987          | Мінськ           | Олександр Бєлявський                | 3-й раз         |
| 55 | 1988          | Москва           | Гаррі Каспаров Анатолій Карпов      | 2-й раз 3-й раз |
| 56 | 1989          | Одеса            | Рафаель Ваганян                     |                 |
| 57 | 1990          | Ленінград        | Олександр Бєлявський                | 4-й раз         |
| 58 | 1991          | Москва           | Арташес Мінасян                     |                 |